# Етиен Франсоа, херцог дьо Шоазьол
Етиен Франсоа, маркиз дьо Стенвил, първи херцог дьо Шоазьол (на френски: Étienne-François, Marquis de Stainville, 1er Duc de Choiseul; 28 юни 1719 – 8 май 1785) е френски офицер и държавник. От 1758 до 1770 г. действа като пръв министър на френски крал крал Луи ХV. 
Поел страната в хода на Седемгодишната война (1756 – 1763 г.) след първите поражения, Шоазьол опитва безуспешно да повиши боеспособността на френската армия и да предотврати окончателното поражение, а след това – да възстанови силата на Франция с надеждата за нова война-реванш срещу Великобритания. Издигнат с подкрепата на мадам дьо Помпадур, той изгубва властта си под влиянието на друга кралска фаворитка – мадам дю Бари.

## Млад офицер и дипломат
Роден е в град Нанси, столицата на Лотарингия – френскоговореща държава, заобиколена отвсякъде от територии на Франция. Баща му, маркиз дьо Стенвил, има родови имения в този район и е служител и близък съветник на лотарингските херцози, по онова време -  лавиращи между Франция и Австрия. През 1737 г. херцог Франц-Стефан (бъдещият император на Свещената Римска империя Франц І) напуска Лотарингия, за да стане херцог на Тоскана (от Старите италиански държави) и е наследен от Станислав Лешчински, а херцогът става служител на Луи ХV. Младежът пък (все още приближен на Франц-Стефан и пратен, като посланик на Тоскана във Франция) става офицер във френската армия и през Войната за австрийското наследство участва в похода й към Виена и Прага (1741), както и в Битката при Детинген (1743) и в италианската кампания през 1744 г. При Детинген той е ужасен от липсата на боен дух и некомпетентността на войската, с което у него се заражда идеята да извърши реформи във въоръжените сили. От 1745 до 1748 г. взема участие в кампаниите в Австрийска Нидерландия и в обсадите на Монс, Шарлероа и Маастрихт. Най-високият чин, който достига, е генерал-лейтенант – последния преди маршал. 

В мирния период Етиен Франсоа печели доверието на кралската фаворитка мадам дьо Помпадур (любовницата/метресата на краля) с това, че ѝ предоставя писмата, които Луи ХV изпраща на неговата братовчедка Шарло-Розали в кратък момент на привличане. През 1753 г. той е назначен за посланик в Рим, където се справя блестящо със задачата да тушира напрежението, възникнало след поредната папска була против янсенистите. От 1756 е прехвърлен във Виена, столицата на Австрия, с която тогава Франция е в процес на сближение против Прусия - те вече са подписали първия договор от Версай, който е отбранителен, а той активно съдейства за втори договор, но нападателен. Той е сключен на 1 май 1757 г. и с него започва френското участие във фаталната Седемгодишна война. Моментално следват унизителните поражения при Росбах и Крефелд, които показват, че Помпадур е създала около себе си кръг от високопоставени, но некадърни приятели. Шоазьол спечелва доверието на краля и от 1758 г. става външен министър, започвайки своето противоречиво управление на страната. Приблизително по това време е обявен и за херцог дьо Шоазьол/Шоазьол-Стенвил.

## Шоазьол начело на Франция

### Седемгодишната война
За да компенсира френските загуби срещу немци и англичани, херцогът предлага амбициозен проект - нашествие в Англия, с надеждата да срази британците (1758 г.) Планът се проваля след поражението на френските кораби в залива Киберон през 1759 г. Друга идея на министъра е да се унищожи Хановерското курфюрство, което е в лична уния с Великобритания и откъдето произхожда управляващата английска кралска династия Хановер. Френската армия обаче е пресрещната от съюзни сили и претърпява при Минден нов провал. Неуспехът не се отразява на кариерата на Шоазьол и той става пер на Франция. От 1761 до 1766 г. той отстъпва външното министерство на брат си Сезар-Габриел, тъй като става военен и военноморски министър и е неофициално (номинално това е Луи ХV) пръв министър на държавата. След 1766 г. отново е външен министър за 4 години. Междувременно неуспехите следват един след друг – англичаните завземат Канада, разбиват французите в Индия, отнемат на Франция антилските й владения Гваделупа, Мартиника и Сейнт Лусия. Шоазьол трябва да измисли начин да им се противопостави и отчаяно се обръща към Испания, на която предлага ѝ трето издание на Семейния пакт – съюз между двете Бурбонски държави. След като и влизането на Испания във войната не помага, през 1763 г., въпреки активната си дипломация, Франция трябва да признае поражението си чрез мирния договор от Париж.

### Възстановяване на френската сила
Английската хегемония по море и неудържимият възход на Прусия карат Шоазьол да предприеме спешни мерки по възстановяване на силата на френската армия и флот, но финансите на Франция са оскъдни, а нито парламентите са съгласи да му съдействат, нито регионалните власти. Като ръководител на правителството, Шоазьол води внимателна вътрешна политика, целяща консолидация на обществото за постигане на външните цели. Той приветства Енциклопедията и покровителства дейците на Просвещението, изгонва йезуитите. През 1764 г. с кралски ордонанс се поставя началото на обща реформа на въоръжените сили.
Първата задача на правителството е да уволни всички неспособни офицери. Втората – да раздели останалите на малки групи, които при началото на военни действия да се формират много бързо. Броят на офицерите в мир и война се запазва, като в мирно време се занимават с разучаване на военни стратегии. Дотогава офицерите са получавали от държавата определена сума за издръжка на своята част, без да им иска се отчетност, и са злоупотребявали с това - в противовес се въвежда строг ред във финансирането. В пехотата се установява твърда дисциплина по пруски образец с голяма власт на сержантите. „Ако не последваме примера на Прусия, в най-скоро време Франция ще бъде унищожена от армия с по-добри качества и превъзхождаща дисциплина“, твърди Шоазьол. Въвеждат се нови военни училища за трениране на конете и хората в кавалерията, а в артилерията – нови, модерни оръдия. Оръдейните команди вече се съставят от обучени, а не от случайни войници. Началникът на артилерията Грибовал е амбициозен и умен и придава на реформата в този род войски голям размах. За първи път след времето на Вобан се предприема укрепване на ключови крепости: Тулон, Брест и Валансиен. Обаче в много от начинанията си Шоазьол среща остра съпротива и поради липса на време и опит реформата не е завършена.
По-успешни са реформите във флота, вероятно защото след Киберон той е в катастрофално състояние, а в последвалите събития Франция губи 93 линейни кораба (остават й 40 съда в лошо състояние). Пристанищата също са запуснати. Осъзнавайки, че няма пари, Шоазьол отправя драматичен призив към гражданите да съберат дарения за флота и постига огромен успех – за няколко седмици се събират 13 млн. ливри. Четири регионални управи отпускат пари за по един линеен кораб. В този момент Шоазьол придобива огромна популярност. Реакцията на нацията показва, че некомпетентното управление на краля не е унищожил патриотизма ѝ и е достатъчна появата на един умен министър, за да се възроди. След усилен строеж на кораб, към 1770 г. Франция вече разполага с 64 линейни кораба и 50 фрегати. Ползвани са през Войната за независимост на Америка и нанасят тежки поражения на англичаните.

## Оттегляне
След смъртта на Мадам дьо Помпадур (1764 г.) позициите на Шоазьол отслабват и кралят го държи само поради липса на алтернатива. Срещу министъра постепенно се формира опозиционна група (La Chalotais). Един от участниците в нея, граф дю Бари успява да заинтригува краля с младата и красива Мари Жан Бекю (Мадам дю Бари). От 1769 г. тя става кралска фаворитка с титлата мадам дю Бари и непрекъснато работи против Шоазьол. 
През 1770 г. между Испания и Великобритания започва криза относно властта над Фолкландските острови. Шоазьол смята, че Франция е готова за реваншистка война и се опитва да предотврати мирното решаване на спора. Луи разбира за тайните му действия и ги окачествява като измяна. Херцогът е уволнен и напуска управлението на страната. Той е принуден да напусне Версай и да отиде в изгнание в своя замък Шантелу. Това не е толкова далеч от столицата и популярният изгнаник бива често посещаван от представители на управляващите кръгове. Когато Луи ХV умира (1774), Шоазьол се надява новият крал Луи ХVІ да го върне на поста му, но остава разочарован. Все пак той се връща във Версай, където умира през 1785 г.